# 天理二
HD 99283，又名BD+56 1518，SAO 28017、HR 4407，是一颗大熊座的恒星，视星等为5.75，位于銀經145.26，銀緯57.42，其B1900.0坐标为赤經11h 20m 18.7s，赤緯+56° 57.42′ 55″。